# Stilton
Stilton là một ngôi làng và giáo xứ dân sự ở Cambridgeshire, Anh, khoảng 12 dặm (19 km) về phía bắc của Huntingdon ở Huntingdonshire, là một quận phi đô thị của hạt Cambridgeshire và cũng là một hạt lịch sử của Anh.

## Địa lý
Stilton nằm ở phía nam thành phố Peterborough, trên con đường cổ Great North Road, 70 dặm (110 km) từ London. Nó nằm ngay phía nam của Norman Cross. Từ năm 1998, ngôi làng không được đường A1(M) mới đi qua, nơi đây chỉ tiếp cận được bằng A15 tại Norman Cross.
Stilton là thành phố kết nghĩa với Saint-Christol-lès-Alès, một khu vực ở Gard ở miền nam nước Pháp.

## Phô mai

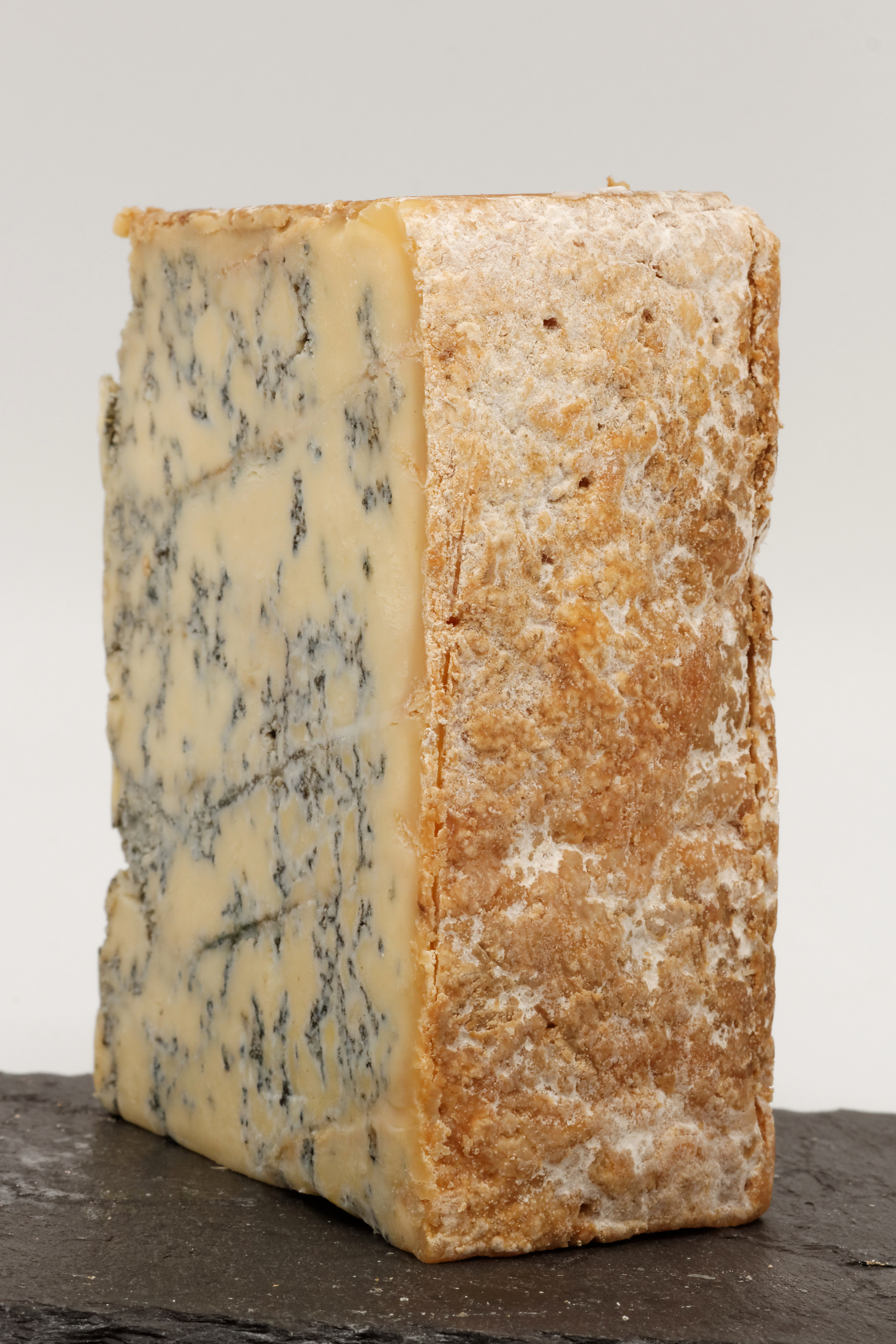
Blue Stilton

Pho mát Stilton được đặt tên theo ngôi làng này. Lời giải thích được chấp nhận rộng rãi nhất là pho mát được bán tại các nhà trọ dành cho người lái xe ngựa ở Stilton. Daniel Defoe vào năm 1722 đã mô tả ngôi làng nổi tiếng với pho mát. Theo truyền thống, người ta cho rằng nguồn cung cấp được lấy từ quản gia tại Quenby Hall Hungarton, Leicestershire, gần Melton Mowbray, và được bán thông qua anh rể của cô ấy cho khách du lịch ở nhà trọ huấn luyện viên của Stilton, cụ thể là Bell Inn hoặc Angel Inn.
Ngày nay Stilton không được cấp phép sản xuất pho mát vì nó không nằm ở một trong ba quận được cấp phép: Derbyshire, Leicestershire và Nottinghamshire. Các nhà sản xuất phô mai Stilton ở các quận này đã đăng ký và nhận được Đặc sản truyền thống và chỉ định địa phương của Liên Âu (PGS) vào năm 1996, do đó việc sản xuất hiện chỉ giới hạn ở ba quận này và phải sử dụng sữa tiệt trùng, có thể được lấy từ nhiều quận trong phạm vi vành đai trung tâm nước Anh. Bằng chứng gần đây chỉ ra rằng ngôi làng khó có thể trở thành trung tâm bán pho mát trừ khi pho mát cũng được sản xuất trong khu vực. Hơn nữa, công thức ban đầu cho pho mát kem làm ở Stilton vào đầu thế kỷ 18 đã được phát hiện và vì nhiều loại pho mát thường được sản xuất nên có thể pho mát xanh cũng được sản xuất trong khu vực. Giáo xứ Stilton đã nộp đơn lên Defra để sửa đổi Stilton PDO để được đưa vào Khu vực được bảo vệ nhưng đã bị không thành công. Những nỗ lực tiếp theo để đạt được điều này đã được thực hiện, với sự hỗ trợ của Shailesh Vara MP, Nghị sĩ của vùng Tây Bắc Cambridgeshire, nhưng cho đến nay vẫn chưa thành công.